# Henri Buisson (physicien)
Pour les articles homonymes, voir Henri Buisson et Buisson.
Henri Buisson, né à Paris le 15 juillet 1873 et mort à Marseille le 6 janvier 1944, est un physicien français.
En 1913 il a découvert la couche d'ozone avec Charles Fabry.

## Parcours
Il entre à l'École normale supérieure en 1893. Agrégé de physique en 1896. Nommé agrégé préparateur à cette école, il y fit un travail important qu'il présenta comme thèse de doctorat, Sur une modification des surfaces métalliques sous l'influence de la lumière. Nommé chef des travaux à la Faculté des Sciences de Marseille, il devient peu de temps après maître de conférences, puis professeur titulaire en 1914. En 1932, il fut nommé membre du Comité Consultatif de l'Enseignement Supérieur. Il devient professeur de classe exceptionnelle par décret du 31 mars 1937, puis professeur honoraire en 1943.

## Travaux
Dès son arrivée à Marseille, il fait connaitre, avec Jules Macé de Lépinay, une ingénieuse méthode pour mesurer à la fois l'indice de réfraction et l'épaisseur d'une lame transparente au moyen de phénomènes d'interférence.
Par la mesure des dimensions de quartz, les deux physiciens se proposent de déterminer la valeur exacte de la masse du décimètre cube d'eau, donnée fondamentale pour notre système de mesures. La mort de Jules Macé de Lépinay oblige Henri Buisson à terminer seul ce travail, tandis que René Benoit, alors directeur du Bureau international des poids et mesures, s'occupe des pesées hydrostatiques nécessaires pour le même travail. Le résultat de ces mesures est que la masse du décimètre cube d'eau pure à 4° est inférieure de 27 mg à celle du kilogramme.
À partir de 1906, il a entrepris avec Charles Fabry une longue série de recherches et de mesures basées sur l'emploi des interférences produites par des lames argentées. Des mesures de longueurs d'onde dans le spectre de fer ont conduit à un ensemble de repères exempts des erreurs systématiques qui existaient dans les tables de Rowland ; après répétition de ces mesures par la même méthode dans plusieurs laboratoires étrangers, leur résultat a été universellement adopté comme système international des longueurs d'onde.
Des études sur la largeur des raies spectrales ont vérifié la théorie cinétique des gaz, que l'on rend plus fines les raies d'émission en refroidissant, dans l'air liquide, la source de lumière; en opérant sur un tube contenant du krypton, on a obtenu la source la plus parfaite de lumière monochromatique.
Divers problèmes d'astrophysique ont pu être abordés par les mêmes méthodes, en particulier ceux qui comportent des mesures de petits écarts de longueur d'onde. C'est ainsi que les petits écarts de longueur d'onde signalés depuis longtemps entre les raies de l'arc électrique et celles du spectre solaire, ont pu être mesurés avec précision. Les résultats incohérents trouvés autrefois ont été expliqués par des particularités de l'arc et non du Soleil, et finalement les écarts ont été ramenés à être tous de même sens. L'avènement de la théorie de la relativité est venu donner à ces mesures une grande importance. Elles constituent une vérification avant la lettre de cette théorie, et la plupart des recherches faites sur la même question utilisent les méthodes qu'il a contribué à créer.
Il faut citer, par les mêmes méthodes, une étude sur le spectre de la nébuleuse d'Orion, et une vérification directe très simple du principe de Doppler-Fizeau.
Comme produits accessoires de ces recherches spectroscopiques, il faut citer un certain nombre de résultats nouveaux sur les propriétés de l'arc électrique entre métaux, et la publication d'une carte du spectre du fer.
Dans la question de la mesure de l'intensité des radiations, en collaboration avec Charles Fabry, il a apporté une contribution étendue qui a porté sur presque toutes les méthodes de mesure : découverte d'une méthode de mesure énergétique par absorption, mesures visuelles (description d'un nouveau photomètre sans écran diffusant), méthodes photographiques. Cette dernière méthode a été utilisée à l'étude de l'absorption atmosphérique dans l'ultraviolet, et a conduit à l'explication définitive de la limitation du spectre solaire du côté des petites longueurs d'onde ainsi que la découverte de l'ozone de la haute atmosphère.
Il a étudié les propriétés de diverses sources lumineuses, en particulier celles du tube au néon, mettant en évidence le renversement spontané de la plupart des raies de ce gaz.
Dans le domaine de la photométrie, il a déterminé d'une manière précise la limite extrême de la sensibilité de l'œil aux radiations lumineuses.
Il réalise avec ses élèves une série de mesures sur l'absorption des radiations, depuis l'extrême rouge jusqu'à l'extrême ultraviolet, par la basse atmosphère. Il en déduit une mesure de la proportion d'ozone dans l'air qui nous entoure. Ce fut le premier dosage par la méthode optique.

## Distinctions
- 1913 : prix Pierson-Perrin.
- 1915 : croix de guerre.
- 1916 : prix Janssen.
- 1927 : officier de la Légion d'honneur[2].
- 1939 : prix Paul-Marguerite-de-la-Charlonie.